# Brno-Líšeň
Brno-Líšeň je městská část na východním okraji statutárního města Brna. Je tvořena městskou čtvrtí Líšeň (německy Lösch), původně samostatným městysem, který byl k Brnu připojen v roce 1944. Její katastrální území má rozlohu 15,71 km². Samosprávná městská část vznikla 24. listopadu 1990. Žije zde přes 26 000 obyvatel.
Svým územím zasahuje Líšeň do Moravského krasu. Čtvrť lze rozčlenit na „starou Líšeň“ (původní zástavba vesnického a maloměstského charakteru) a „novou Líšeň“ (panelové sídliště vybudované v 80. letech 20. století na svazích západně od starší zástavby). Jádrem staré Líšně je náměstí Karla IV., místně zvané Městečko, zatímco úřad městské části sídlí v komplexu služeb na sídlišti poblíž dopravního uzlu Jírova.
Pro účely senátních voleb je území městské části Brno-Líšeň zařazeno do volebního obvodu číslo 58. MČ Líšeň pokrývají volební okrsky číslo 14001 až 14019.

## Název
Původní jméno osady bylo Léščen totožné s obecným léščen(ý) - "lískový" a označovalo osadu (případně hrad) v lískovém porostu. Toto přídavné jméno se používalo ve jmenném skloňování: Léščna, Léščnu, Léščnem. Podle lokálu Léščně se zakončení prvního pádu změnilo na -ň (Léščeň). Podoba Líšeň je výsledkem pravidelné hláskové změny é > í a zjednodušení hláskové skupiny šč. Německé jméno Lösch (ve starší podobě Lesch) vzniklo zkomolením českého.
Obyvatelé Líšně jsou v brněnském hantecu nazýváni jako „Marvani“.[zdroj?] Tuto přezdívku vzali za svou i fanoušci zdejšího fotbalového klubu SK Líšeň.

## Historie

### První osídlení a doklady
Území Líšně bylo osídleno již v pravěku. Na lokalitě Staré Zámky, nacházející se na ostrohu Říčky severovýchodně od nynější Líšně, bylo archeologickými nálezy doloženo osídlení slovanskými kmeny, které tam přetrvalo až do 12. století. Následně se sídliště přesunulo do současné lokality.
Líšeň je poprvé v pramenech zmiňována k roku 1261, kdy byla Smilem ze Střílek darována cisterciáckému klášteru ve Vizovicích. Jde však o falzum z poloviny 14. století. První spolehlivý doklad je z roku 1306, kdy je zmiňován zdejší filiální kostel sv. Jiljí. Po zániku vizovického kláštera koncem 15. století připadla do světského držení a v roce 1520 vzniklo samostatné líšeňské panství.

### Líšeň jako městečko
V roce 1558 byla Líšeň (tehdy zvaná Leštno) povýšena na městečko a obdržela pečeť a znak. Mezi často se střídající majitele líšeňského panství patřili páni z Bořitové z Budče, Pergerové z Pergu, Libštejnští z Kolovrat a další. Roku 1714 od Libštejnských zakoupil panství Jan Kryštof z Freyenfelsu, který nechal vybudovat nový barokní zámek. Po vymření Freyenfelsů zdědili panství Belcrediové, kteří jej drželi až do zrušení patrimoniální správy v roce 1848. Nadále však vlastnili a obývali zámek s velkostatkem a ovlivňovali místní dění.
Roku 1862 hrabě Egbert Belcredi založil v obci klášter Milosrdných sester sv. Karla Boromejského s kaplí sv. Josefa, při němž byla roku 1863 otevřena opatrovna pro sirotky a škola, původně smíšená (dívčí i chlapecká), později jen dívčí. Nacházel se severozápadně od náměstí.
Rozvoj převážně zemědělské Líšně v 19. století brzdilo nedostatečné komunikační spojení s Brnem a vůbec okolím. Teprve v roce 1905 vznikla místní dráha Brno–Líšeň, vedoucí z Černovic a zakončená slepě na jižním okraji Líšně při silnici na Slatinu. Počátkem 20. století začal velký stavební rozmach městečka, který vyvrcholil za první republiky. Ve 20. letech došlo k elektrifikaci městečka, roku 1934 zřízena kanalizace hlavních ulic, vznikaly novostavby veřejných budov.
Během druhé světové války byla na líšeňský velkostatek Belcrediů uvalena nucená správa. Roku 1942 byla v kotlině na jihozápadě katastru Líšně (část dotčené půdy však tehdy patřila k Židenicím) vybudována německá továrna na letecké motory Flugmotorenwerke Ostmark (po druhé světové válce byla továrna zkonfiskována obnoveným Československem a začaly se zde vyrábět traktory Zetor). Koncem války Líšeň značně utrpěla spojeneckým bombardováním.

### Připojení k Brnu
Po vybudování továrny na letecké motory požadoval brněnský starosta Oskar Judex, aby k Brnu byla připojena jižní část katastru Líšně s touto továrnou. Představitelům Líšně se to však nezamlouvalo a raději navrhli připojení území celého městysu, což se uskutečnilo k 1. ledna 1944. (Původně židenické části moderního katastru Líšně, zahrnující i okrajovou západní část dnešního sídliště Nová Líšeň, však byly k Brnu připojeny již 16. dubna 1919.) Po druhé světové válce zde byl ustaven revoluční MNV Líšeň, který do roku 1946 spravoval celé tehdejší katastrální území Líšeň. Tehdy židenické pozemky dnešní městské části spravoval revoluční MNV Židenice. Ještě v letech 1947–1949 bylo celé tehdejší katastrální území Líšeň spravováno jako jeden městský obvod Brna – Brno X, přičemž tehdy židenické pozemky i nadále spravovala obvodní rada v Židenicích. Od 1. října 1949 do roku 1971 pak bylo dnešní území městské části Brno-Líšeň vždy součástí dvou brněnských městských obvodů: jeden se sídlem v Židenicích, či později jinde (postupně městské obvody Brno IX, Brno VI, Brno VI-Židenice a Brno IV.), spravoval tehdy židenické pozemky a líšeňský areál Malé Klajdovky; zatímco druhý, se sídlem v Líšni (postupně Brno XII, Brno XII-Líšeň či prostě Líšeň), spravoval zbytek území moderní městské části Brno-Líšeň a dále též tehdy líšeňské pozemky sahající k severní straně silnice v dnešní Hviezdoslavově ulici na území moderní městské části Brno-Slatina. Naopak tehdy líšeňské pozemky od této silnice na jih, byly od roku 1949 také součástí mimolíšeňských obvodních národních výborů: nejprve do roku 1954 součást městského obvodu Brno X (neplést s obvodem Brno X z let 1947–1949!) a poté součást městských obvodů či částí se sídlem ve Slatině (postupně Brno XI, Brno XI-Slatina a Slatina)
Při radikální úpravě katastrálního členění Brna v rámci reambulace, provedené koncem 60. let 20. století, získala Líšeň současnou jižní a jihozápadní hranici, a v okolí Bílé Hory a Malé Klajdovky i část současné západní hranice. Menší jižní část původního líšeňského katastru byla tehdy připojena ke Slatině, zahrádky na severovýchodním svahu Bílé hory zase k Židenicím, naopak k Líšni byly připojeny některé okrajové části židenického katastru – malé území západně od Stránské skály, či pozemky přiléhající k severnímu svahu Stránské skály. Došlo však tehdy i k nevýrazné úpravě hranice podél staré silnice z Ochozi u Brna. Přibližně ve stejné době došlo i k úpravě katastrální hranice s Horákovem a Podolím. Další změna hranice Líšně, v rámci Brna, následovala roku 1979, kdy Líšeň získala své současné hranice – tehdy některé domy právě vybudovaného panelového sídliště Nová Líšeň přesáhly na tehdejší katastr Židenic a z praktických důvodů bylo proto rozhodnuto posunout západní hranici Líšně, na úkor Židenic, tak že nová hranice kopírovala západní okraj nové silnice v Jedovnické ulici. 26. listopadu 1971 pak městská část Líšeň získala název Brno XII. Líšeň (od 1. května 1972 změněno na Brno-Líšeň) a zároveň byly hranice území pod správou zdejšího MNV dány do souladu s katastrálními hranicemi Líšně z konce 60. let. K 1. prosinci 1975 byl v Líšni zrušen Místní národní výbor a celý katastr Líšně pak byl až do roku 1990 součástí tehdejšího městského obvodu Brno IV. Poté se jako městská část osamostatnila.
Roku 1986 byla na západní okraj líšeňského sídliště přivedena tramvajová trať, do dnešní smyčky Novolíšeňská. Roku 1989 byla trať prodloužena do nitra sídliště do smyčky Kotlanova (tehdy zvané Nová Líšeň; jejím pozůstatkem je odstavná kolej u nynější zastávky). Roku 1998 došlo k dalšímu prodloužení na přestupní uzel Jírova a roku 2004 o další zastávku na úvraťovou konečnou Mifkova, která se na docházkovou vzdálenost přibližuje náměstí ve staré Líšni.
Roku 2006 se starostkou MČ Líšeň stala Jiřina Belcredi za hnutí Líšeňský blok. Roku 2008 však na radnici došlo k dramatickému rozkolu a odvolání vedení MČ, načež byl do funkce starosty znovu instalován Jiří Janištin (ODS). Od roku 2010 je líšeňským starostou Břetislav Štefan (SOCDEM), který roku 2022 svůj post už potřetí obhájil.

## Geografie
Moderní městská část Brno-Líšeň zahrnuje vedle naprosté většiny původního katastru bývalého městyse Líšně také některé okrajové části původních katastrů Židenic a Horákova. Hranice katastru je z většiny vedena po výrazných krajinných prvcích – např. na východě po toku Říčky, na severozápadě po silnici II/373 směr Ochoz.
Líšeň se nachází na výrazném geomorfologickém rozhraní Českého masivu a Vněkarpatských sníženin, konkrétně Drahanské vrchoviny a Dyjsko-svrateckého úvalu. Na území MČ zasahují podcelky Pracká pahorkatina, Konická vrchovina, Moravský kras a okrajově Adamovská vrchovina. Severní část katastru je převážně zalesněná, na jihu se prostírají pole. Terén je poměrně členitý a kopcovitý, na východě strmě spadá do kaňonu Říčky. Nadmořská výška se pohybuje od 235 po 443 metrů.
Hydrologicky se Líšeň prostírá na rozvodí mezi Říčkou (Líšeňský potok) a Svitavou, vše na povodí Svratky.
Na plošině severně od zástavby se nacházejí dva jámové vápencové lomy (větší Lesní lom a menší Kalcit).
Součástí Líšně je také osada Kandie na jižním okraji u cesty do Podolí.

### Sousedící městské části a obce
Na severozápadě Líšeň sousedí s obcí Kanice, na západě s brněnskými městskými částmi Brno-Vinohrady a Brno-Židenice; na jihu s městskou částí Brno-Slatina; na jihovýchodě s obcí Podolí; na východě s obcí Mokrá-Horákov; a na severu s obcí Ochoz u Brna.

## Obyvatelstvo
| 1869  | 1880  | 1890  | 1900  | 1910  | 1921  | 1930  | 1950  | 1961  | 1970  | 1980  | 1991   | 2001   | 2011   | 2021   |
| ----- | ----- | ----- | ----- | ----- | ----- | ----- | ----- | ----- | ----- | ----- | ------ | ------ | ------ | ------ |
| 3 590 | 3 938 | 4 396 | 4 559 | 5 280 | 5 555 | 6 596 | 7 456 | 7 649 | 6 919 | 6 266 | 26 476 | 25 388 | 26 781 | 26 266 |

## Pamětihodnosti
Dominantou staré Líšně je zámek Belcrediů, nacházející se v jejím centru, východně od náměstí. Trojkřídlý jednopatrový barokní zámek vznikl po roce 1714 přestavbou starší renesanční tvrze, na počátku 19. století prošel klasicistní úpravou. Jižně od zámku se rozkládá krajinářský park, založený v roce 1727 jako barokní zahrada francouzského typu. Zámek byl v 90. letech vrácen rodině Belcredi, která ho obývá.
Na návrší severovýchodně od centra staré Líšně, na místě zvaném Kostelíček, stojí kaple Panny Marie Pomocnice. Kaple byla postavena na počest zázraku, který se údajně stal na kopci nad starou Líšní: Slepý syn místní kněžny prý na tomto místě přišel opět ke zraku, kněžna zde proto nechala postavit kapličku.
K dalším památkám Líšně patří kostel Sv. Jiljí z konce 19. století na náměstí Karla IV, postavený brněnským stavitelem Františkem Benediktem Klíčníkem.
Na ulici Ondráčkova mezi domy s číslem orientačním 102 a 104 se skrývá kaplička se zvonicí, která byla postavená v roce 1868 a je zasvěcená Panně Marii.

## Průmysl
V komunistické éře byl klíčovým líšeňským zaměstnavatelem strojírenský podnik Zetor vyrábějící traktory. Firma však v 90. letech razantně snížila objem výroby, roku 2005 rozprodala tři čtvrtiny původního rozsáhlého areálu a v pozdějších letech ještě další části, kde pak začala působit celá řada jiných firem. Od roku 2016 využívá část areálu také brněnské studio České televize.

## Školství
V Líšni se nachází 7 základních škol v ulicích Horníkova, Holzova, Pohankova (detašované pracoviště školy na Holzově ulici), Masarova, Novolíšeňská a soukromá Křesťanská ZŠ a MŠ Jana Husa také na Masarově ulici a ZŠ Akademia na Rašelinové ulici. Střední školy jsou tu tři: Gymnázium Akademia na Rašelinové ulici, SOŠ a SOU strojírenské a elektrotechnické na Trnkově ulici a Střední zdravotnická škola Evangelické akademie na Šimáčkově ulici. Na Trnkově ulici je také Základní umělecká škola Antonína Doležala.

## Okolní příroda
Severní části katastru Líšně je pokryta lesy a zasahuje sem jižní okraj CHKO Moravský kras, v jehož rámci se zde nachází PR Velký Hornek. Východní hranici katastru tvoří malebné, lesnaté a hluboko zaříznuté Mariánské údolí, jež je využíváno ke kulturním účelům a k rekreaci a relaxaci nejen místními obyvateli, ale všemi Brňany. Údolí je dobře průjezdné i na kole, s kočárky a dalšími vozidly (motorová vozidla jen na zvláštní povolení). Údolím protéká potok Říčka, na němž se zde nachází tři rybníky či údolní nádrže vybudované v letech 1961–1967, několik mlýnů a výletních restaurací. Část údolí také zabírá chatařská oblast. Využíváno je i v zimě, kdy je cílem bruslařů nebo běžkařů. V zalesněném svahu nad údolím je zřízen cyklotrail a bobová dráha.
Za socialismu bylo Mariánské údolí přejmenováno na Gottwaldovo údolí, a ve zdejším k tomu účelu vybudovaném areálu byly každoročně koncem června pořádány „mírové slavnosti“, kterých se účastnili místní i celostátní komunističtí funkcionáři (například Gustáv Husák), vystupovali zde populární zpěváci (například Miroslav Žbirka) a bývaly tu různé pouťové atrakce.

## Doprava

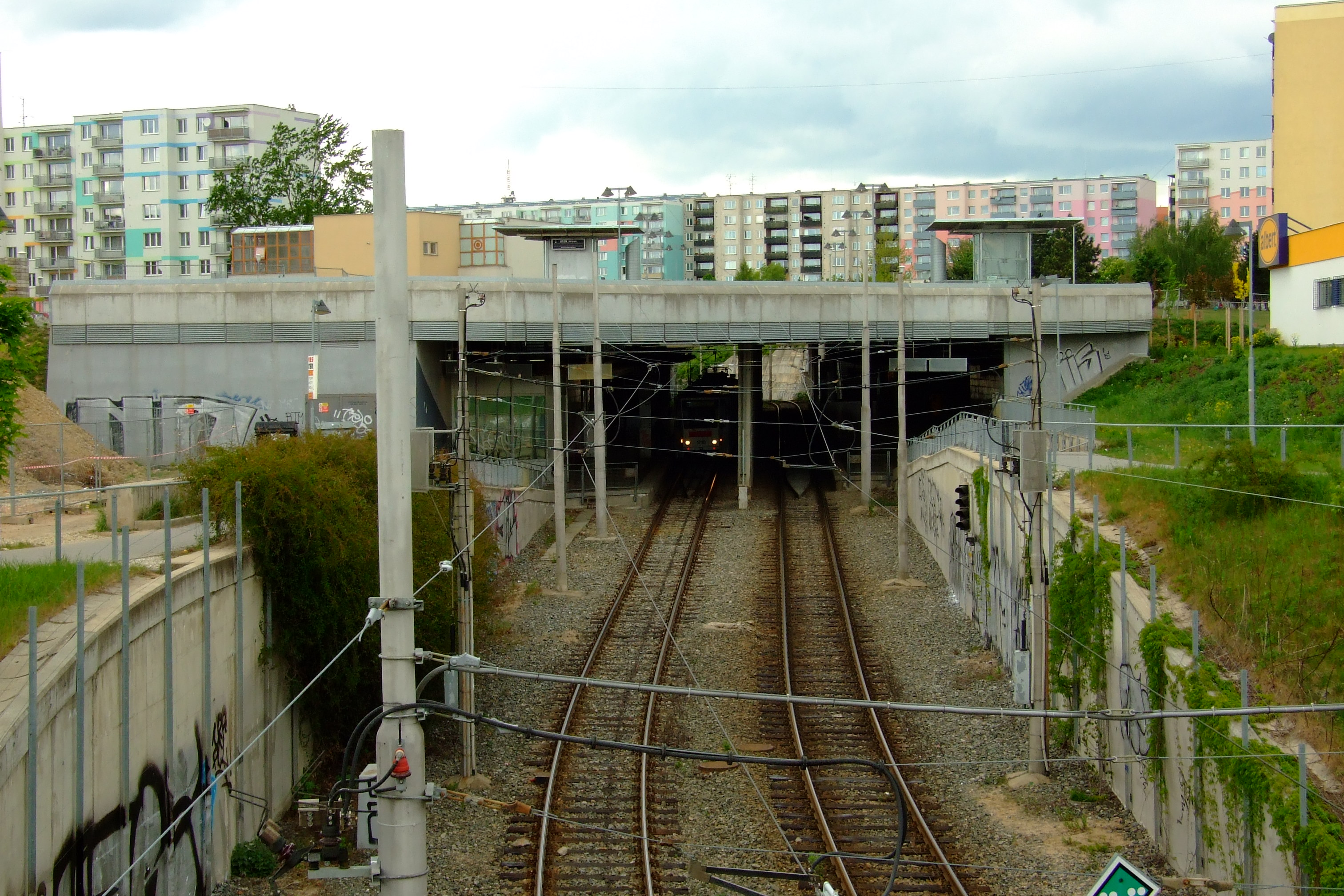
Podzemní tramvajová zastávka Jírova

Líšeň je se zbytkem města propojena dvěma čtyřproudými silnicemi; po jejím severním okraji vede silnice II/373 Brno – Ochoz u Brna. Na jihu je napojena na Olomouckou radiálu.
Od roku 1905 vedla do Líšně místní dráha z Černovic. V roce 1942, v souvislosti s připojením k Brnu, ji převzaly brněnské Dopravní podniky, trať byla elektrifikována a zdvojkolejněna, ovšem roku 1964 byla zkrácena jen na Stránskou skálu a úsek do Líšně byl opuštěn. Dnes je v prostoru bývalého nádraží muzeum MHD.
Městská hromadná doprava v Líšni je tvořena třemi resp. sedmi denními (55, 58, 78, okrajově 72 a meziměstské 151, 201 a 702 (ráno ze smyčky Zetor)) a třemi nočními (N97, N98, N99) autobusovými linkami, dvěma trolejbusovými linkami (25, 27) a jednou resp. dvěma linkami tramvaje (8, 10). Linka číslo 8 patří ke stěžejním a nejvytíženějším tramvajovým linkám v Brně, v Líšni je vedena Líšeňskou roklí a tvoří osu nové Líšně. Podzemní zastávka Jírova v Líšni je nejvýše položenou stanicí tramvaje v Brně. V letech 1998–2004 zde byla úvraťová konečná stanice, která se po dostavbě úseku Jírova – Mifkova (rovněž úvraťová konečná, jedna ze dvou v Brně) posunula až na hranici staré Líšně. Území Líšně okrajově obsluhuje také tramvajová linka 10, která zajíždí na konečnou Stránská skála - smyčka za jižním okrajem průmyslového areálu nebo v pracovních dnech vybranými spoji na smyčku Novolíšeňská na západním konci sídliště.
V plánu je obnova trati ze Stránské skály k muzeu dopravy v Líšni.

## Osobnosti
- Belcrediové – původem lombardský hraběcí rod, sídlící v Líšni
  - Richard Mořic Belcredi (1926–2015) – pracovník rádia Svobodná Evropa a velvyslanec České republiky ve Švýcarsku
- Ludwig Blum (1891–1974) – malíř
- Miloš Bodlák (1922–1945) – syn Stanislava B., pilot 311. čs. perutě RAF, zahynul při havárii na Orknejích
- Stanislav Bodlák (1896–1943) – otec Miloše B., čs. legionář a účastník 2. odboje, zahynul v Osvětimi
- Jindřich Breitcetl (1913–1943) – navigátor, pilot a velitel 311. československé bombardovací perutě RAF, sestřelen nad oceánem
- Eduard Elpl (1871–1959) – spisovatel, otec Mirka E.
- Mirek Elpl (1905–1960) – spisovatel, syn Eduarda E.
- Josefa Faimonová (1911–1943) – politička KSČ a účastnice odboje
- Engelbert Hájek (1658–1712) – katolický kněz, opat zábrdovický
- Josef Kolejka (1924–2015) – historik, profesor brněnské Filozofické fakulty
- Martin Kříž (1841–1916) – amatérský krasový badatel, archeolog a literát
- Raimund Ondráček (1913–2011) – malíř a restaurátor, profesor na AVU
- Josef Otisk (1911–1986) – voják a velitel výsadku Wolfram
- Miroslav Poláček (1921–2016) – fotbalista, hráč Zbrojovky ve 40. letech
- Jaroslav Poledník (1920–1941) – střelec 311. čs. perutě RAF, zmizel nad Cardiganským zálivem
- Ján Válek (1895–1972) – politik slovenské Demokratické strany a Strany slovenské obrody

## Galerie

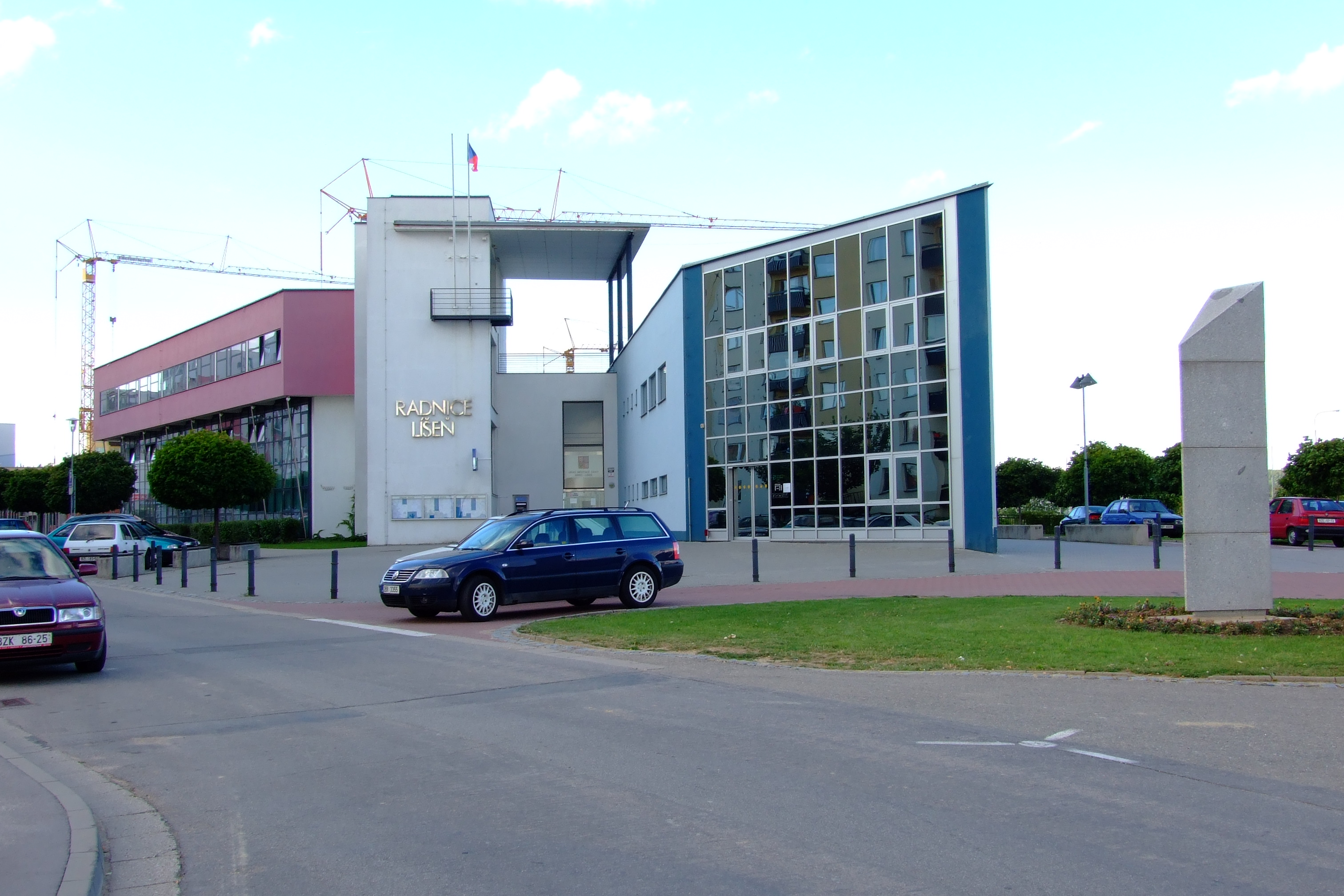
Líšeňská radnice na ulici Jírova v Nové Líšni
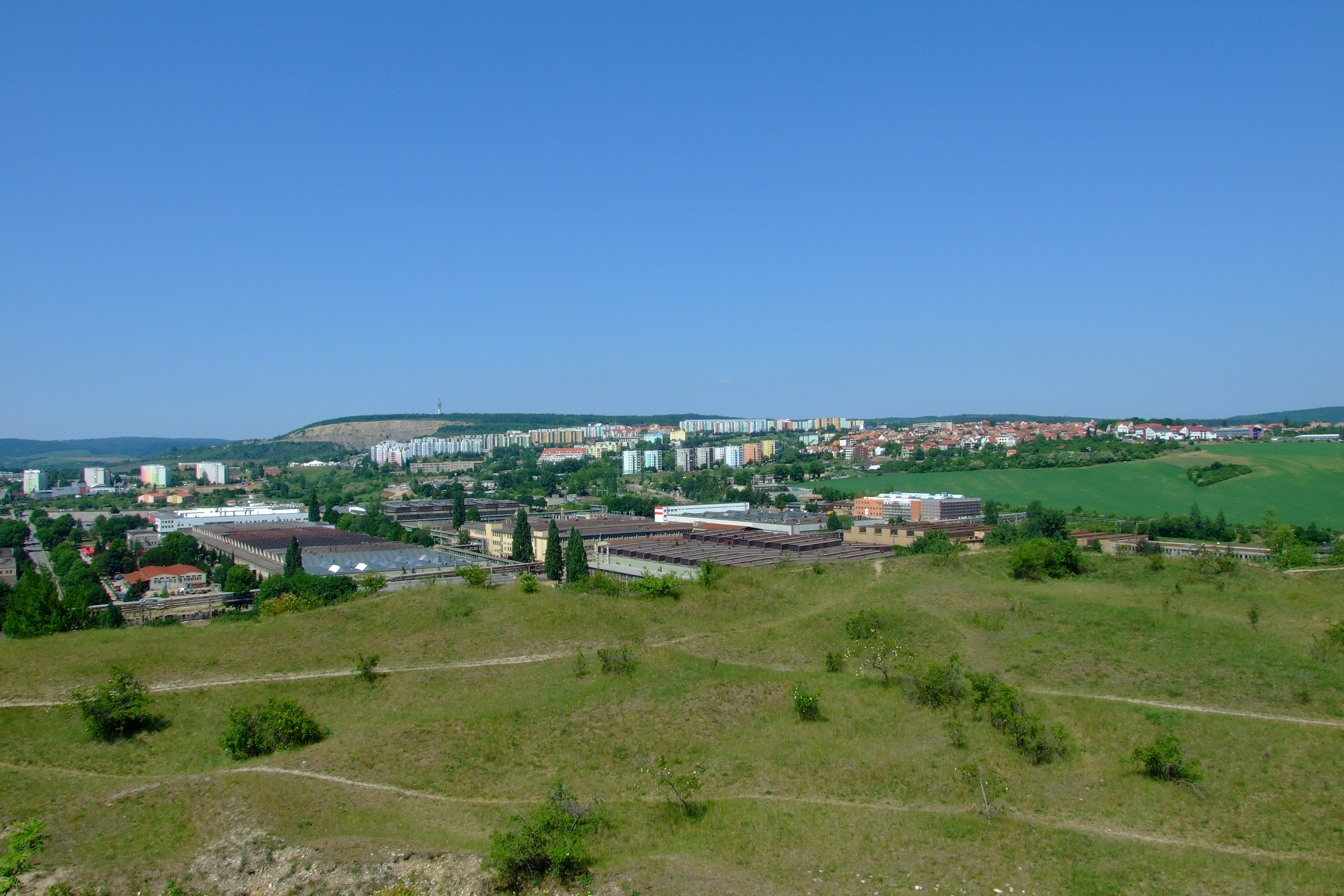
Celkový pohled na Líšeň ze Stránské skály
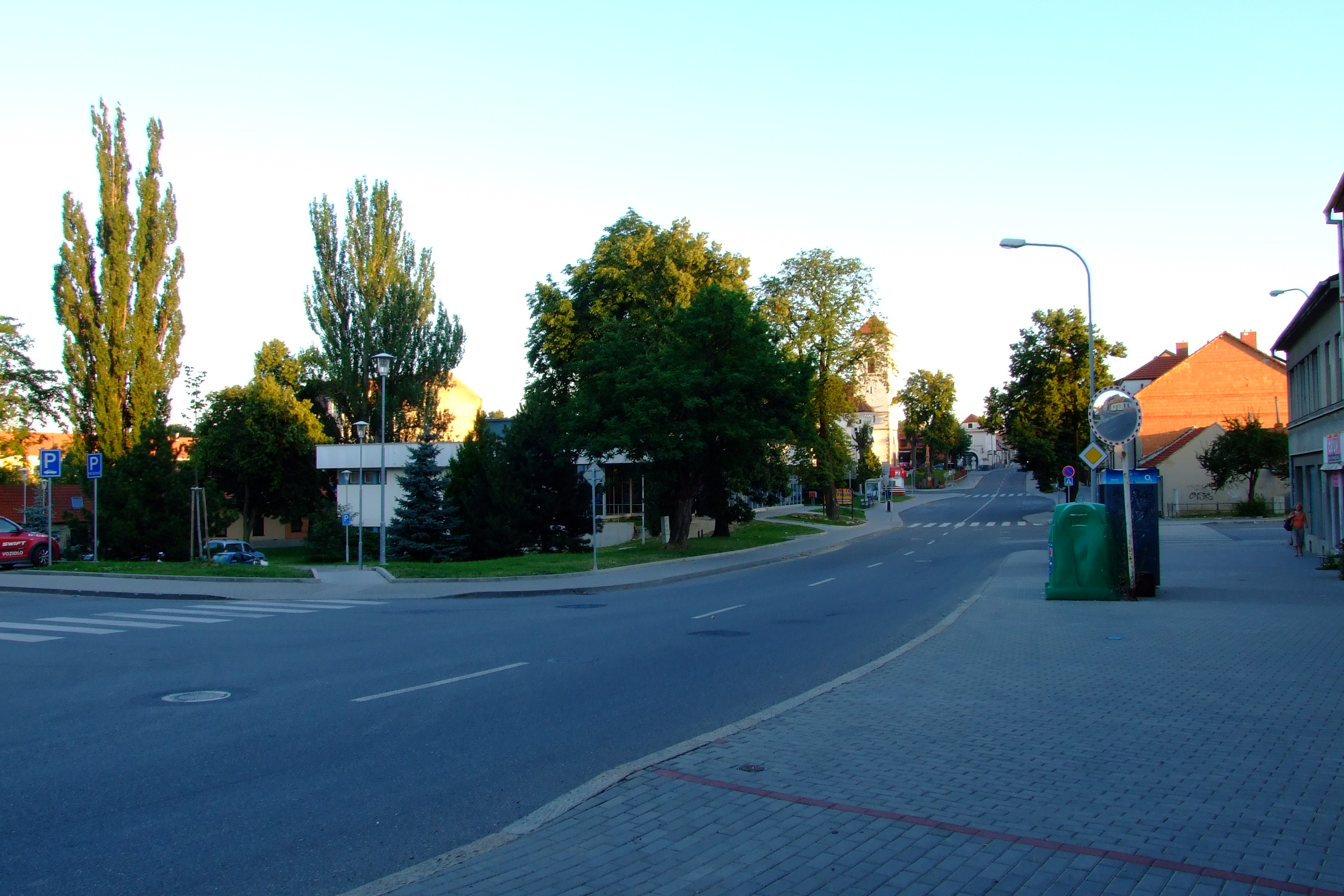
Náměstí Karla IV. je centrem Staré Líšně
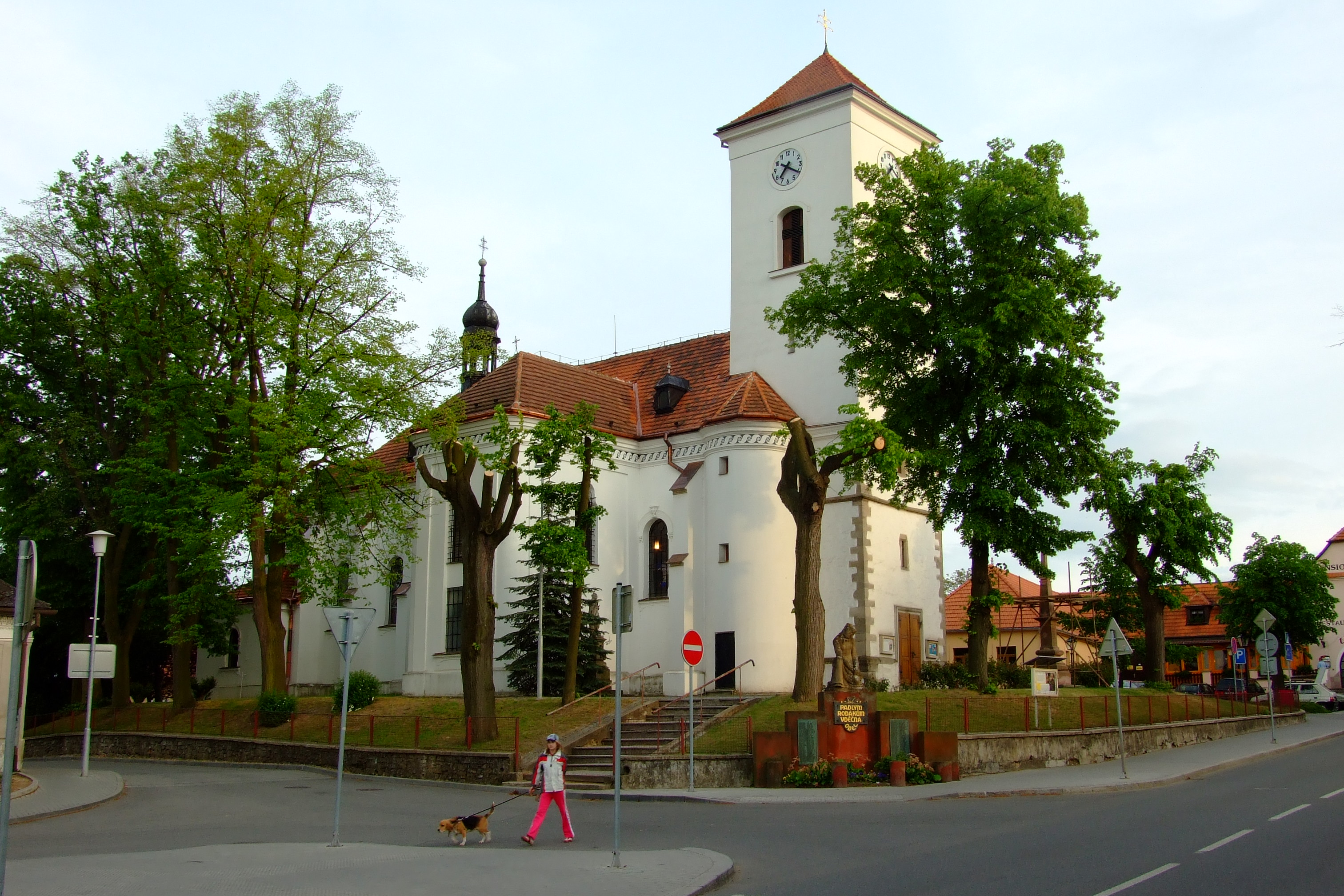
Líšeňský kostel sv. Jiljí
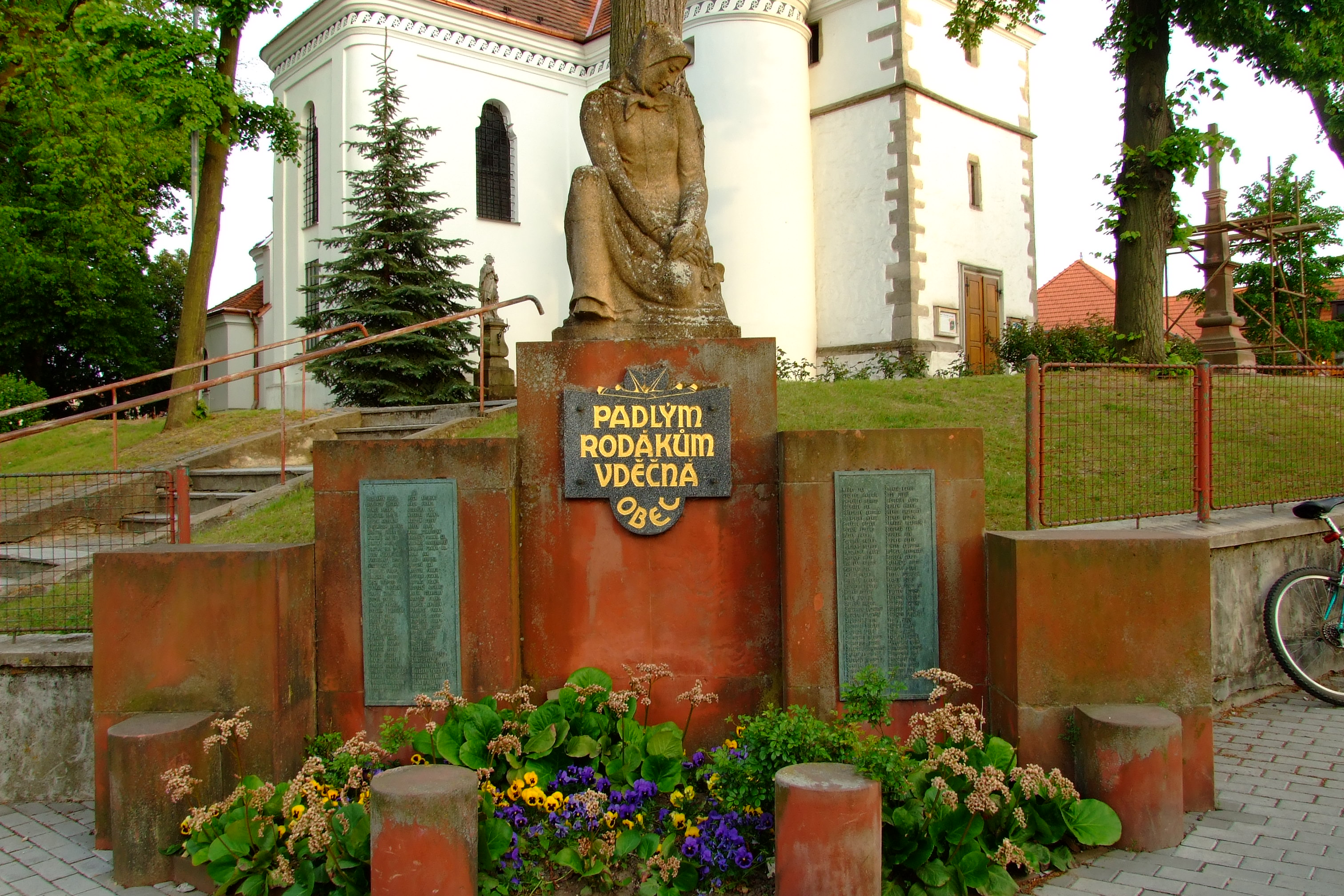
Líšeňský pomník padlým rodákům
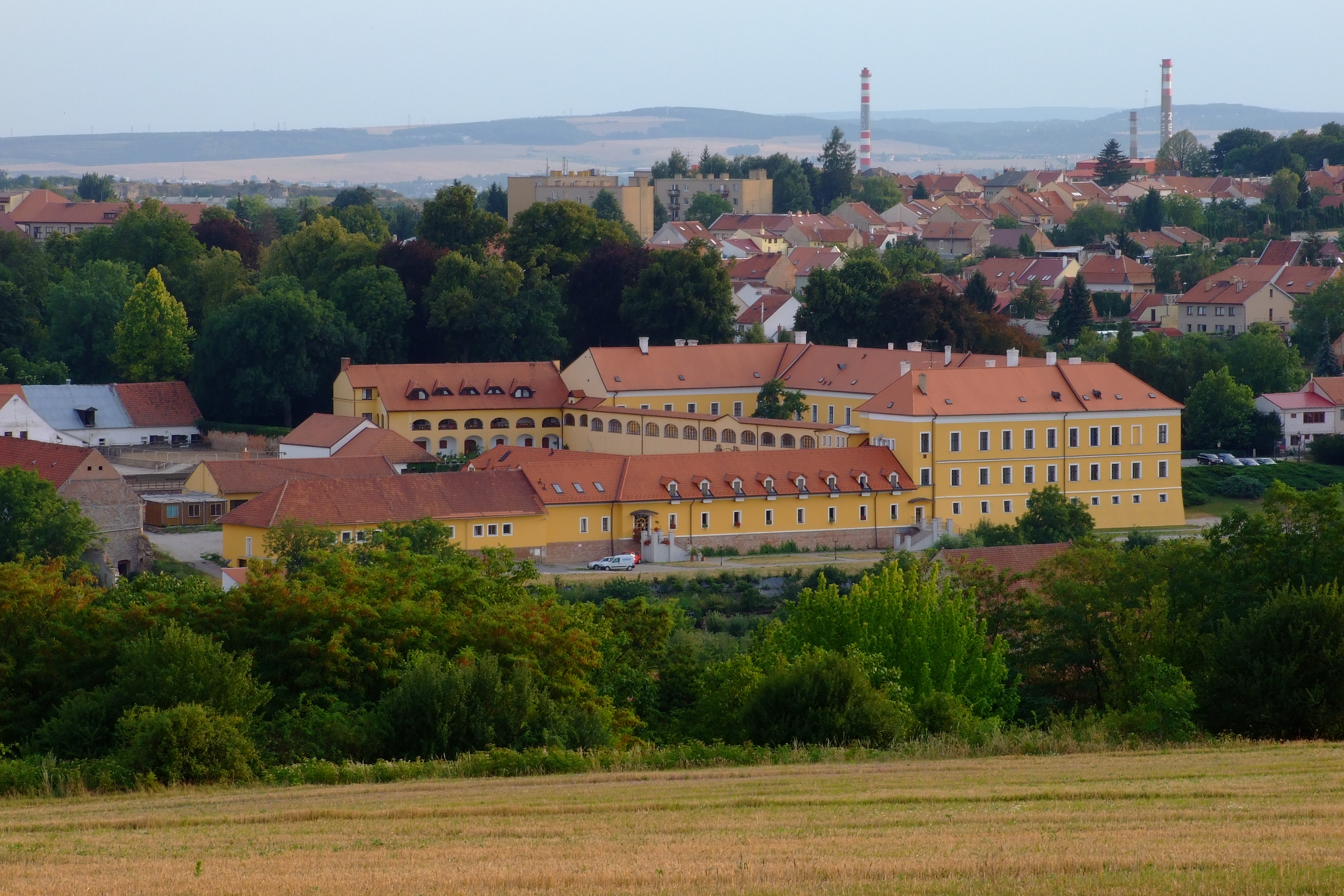
Líšeňský zámek focený od Kostelíčku
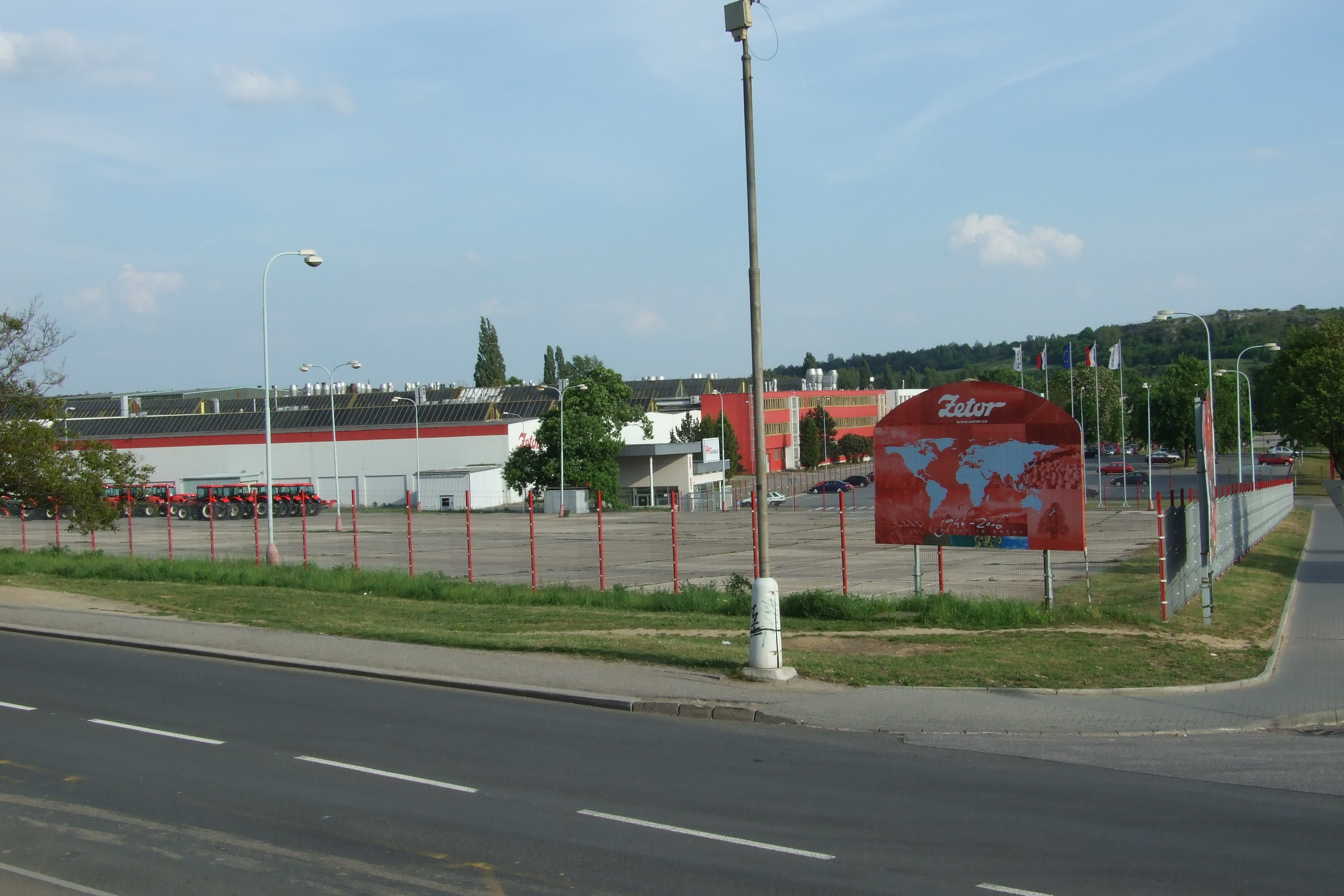
Areál společnosti Zetor Tractors a.s.
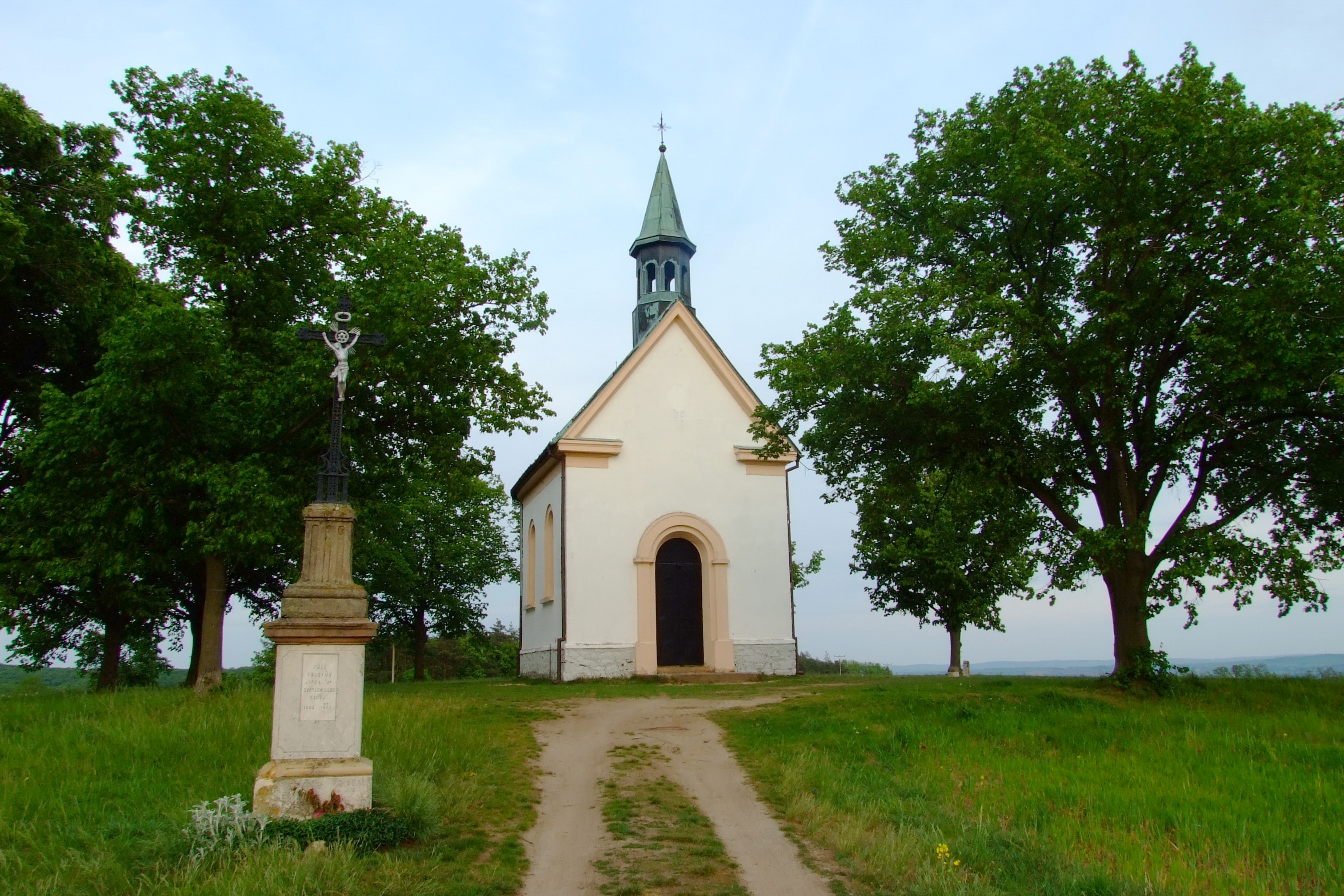
Kostelíček
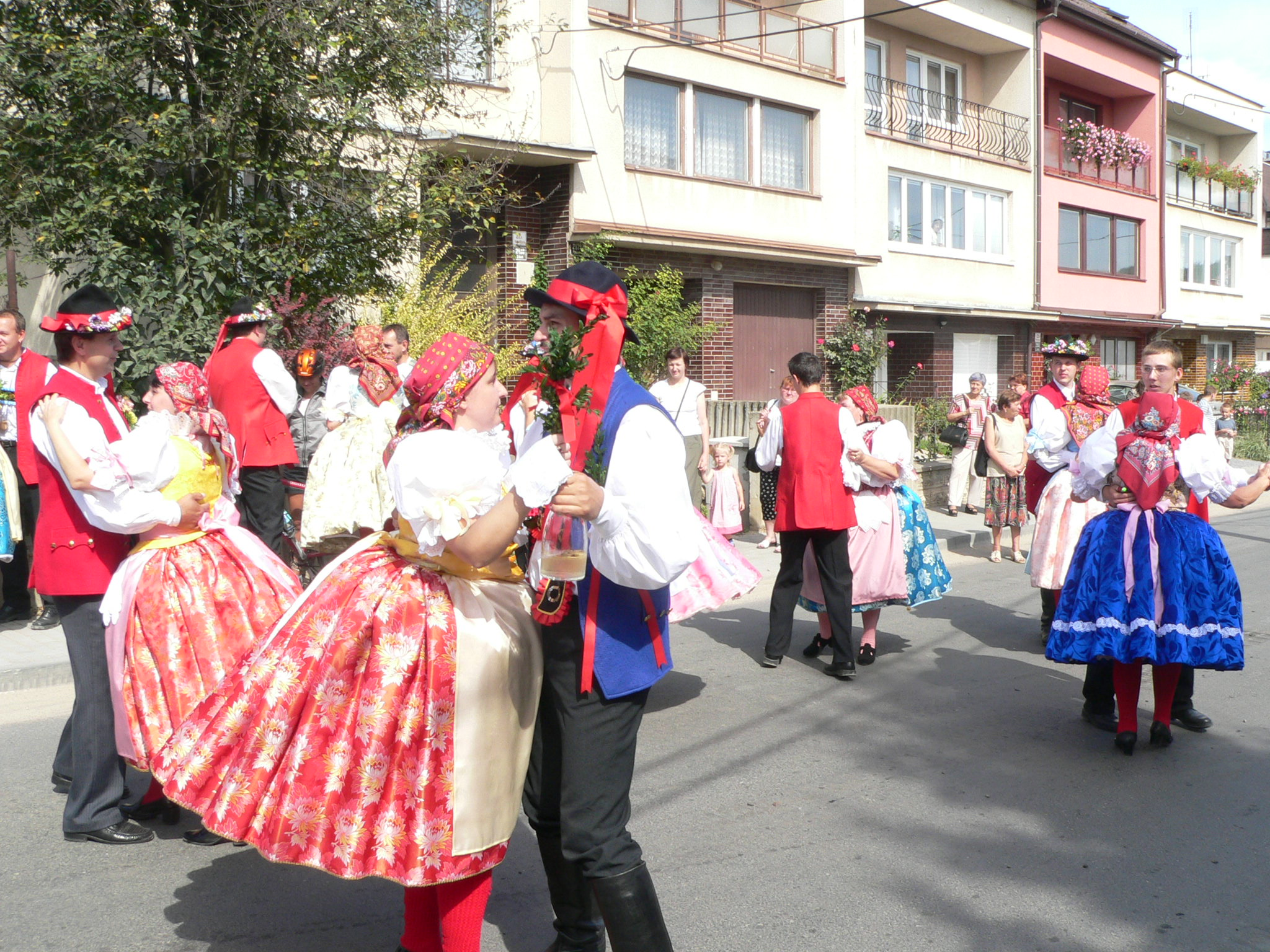
Líšeňské hody 2005
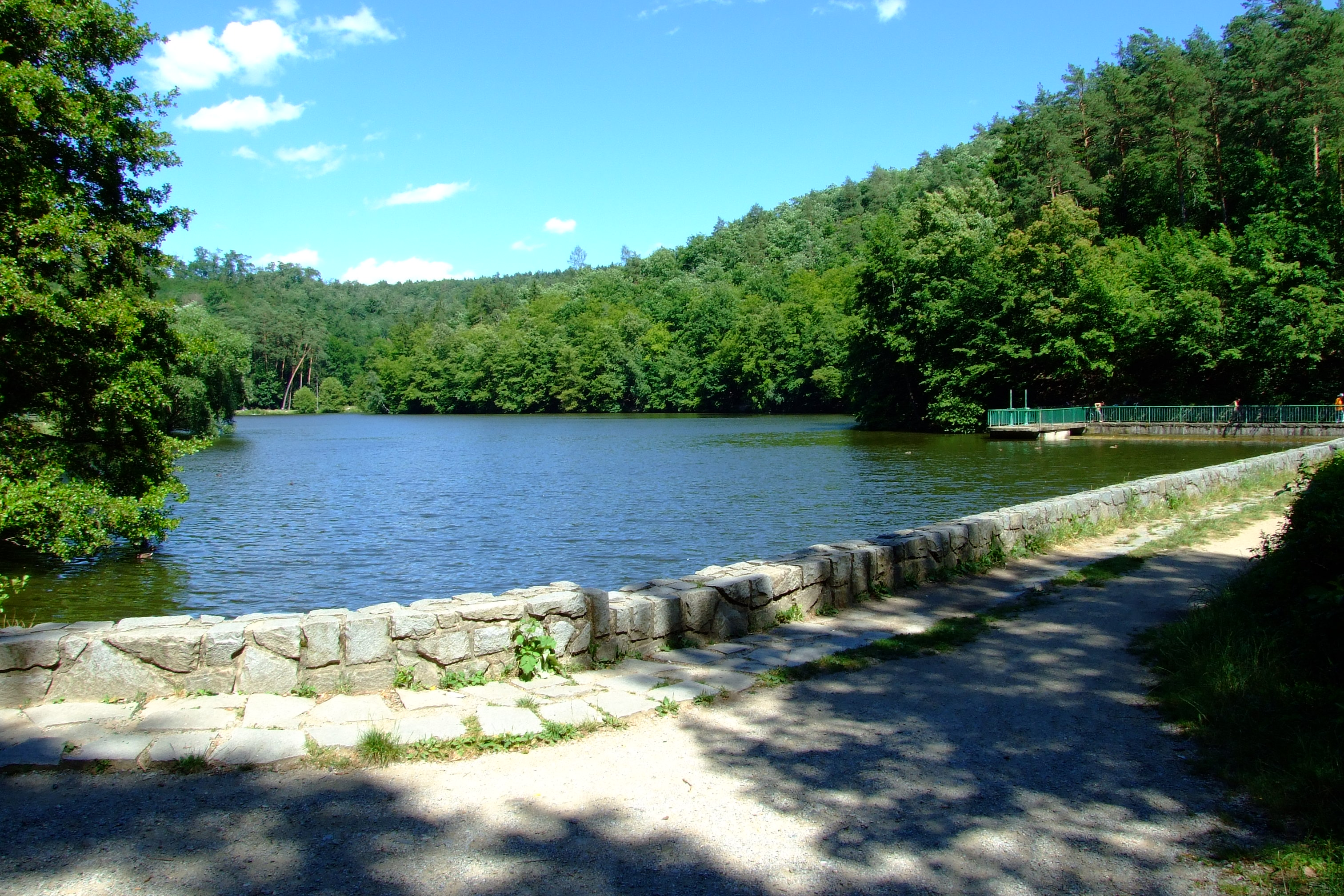
Jižní konec vodní nádrže „U Kadlecova mlýna“ v líšeňském Mariánském údolí
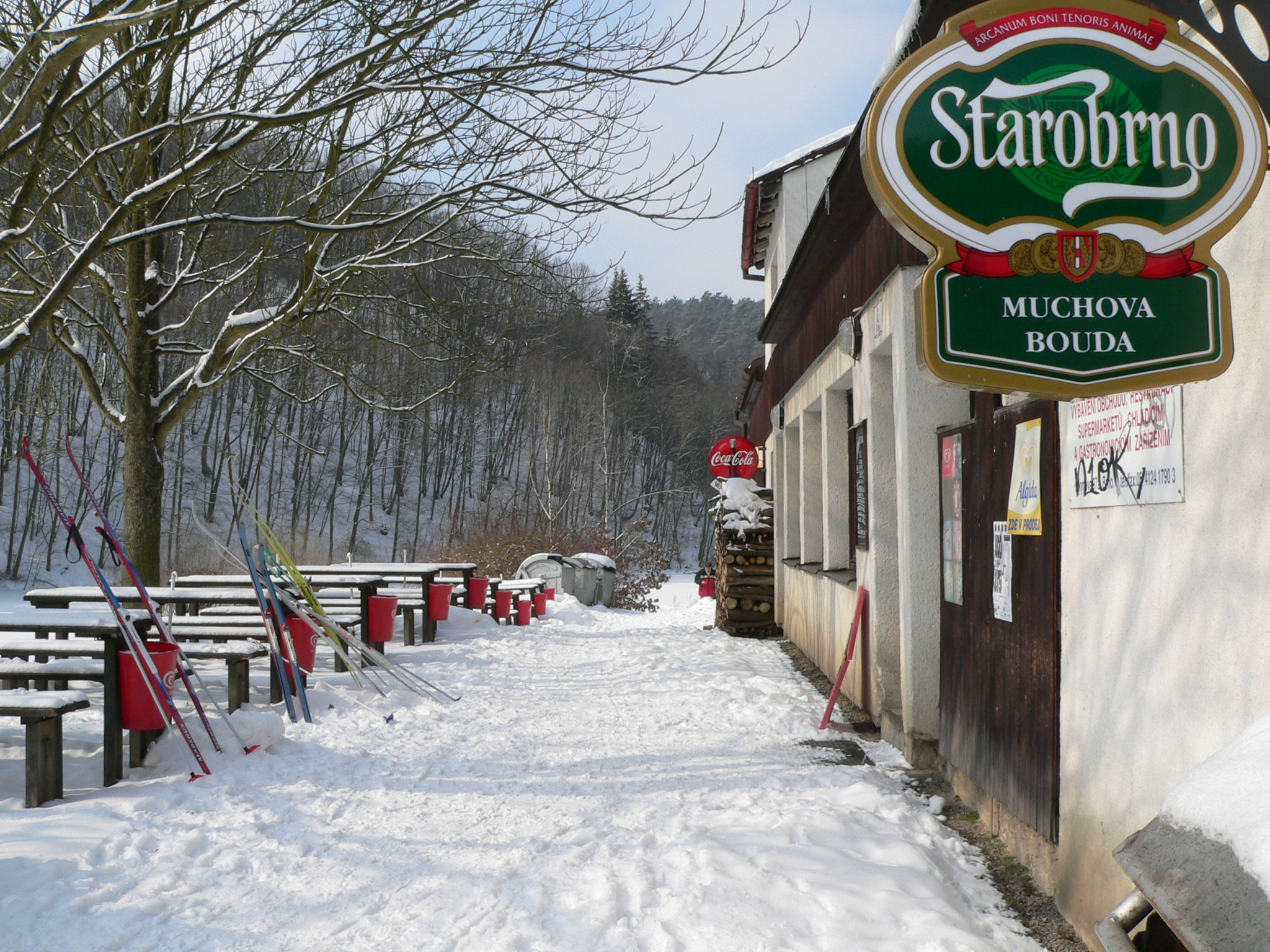
Muchova bouda u stejnojmenné nádrže
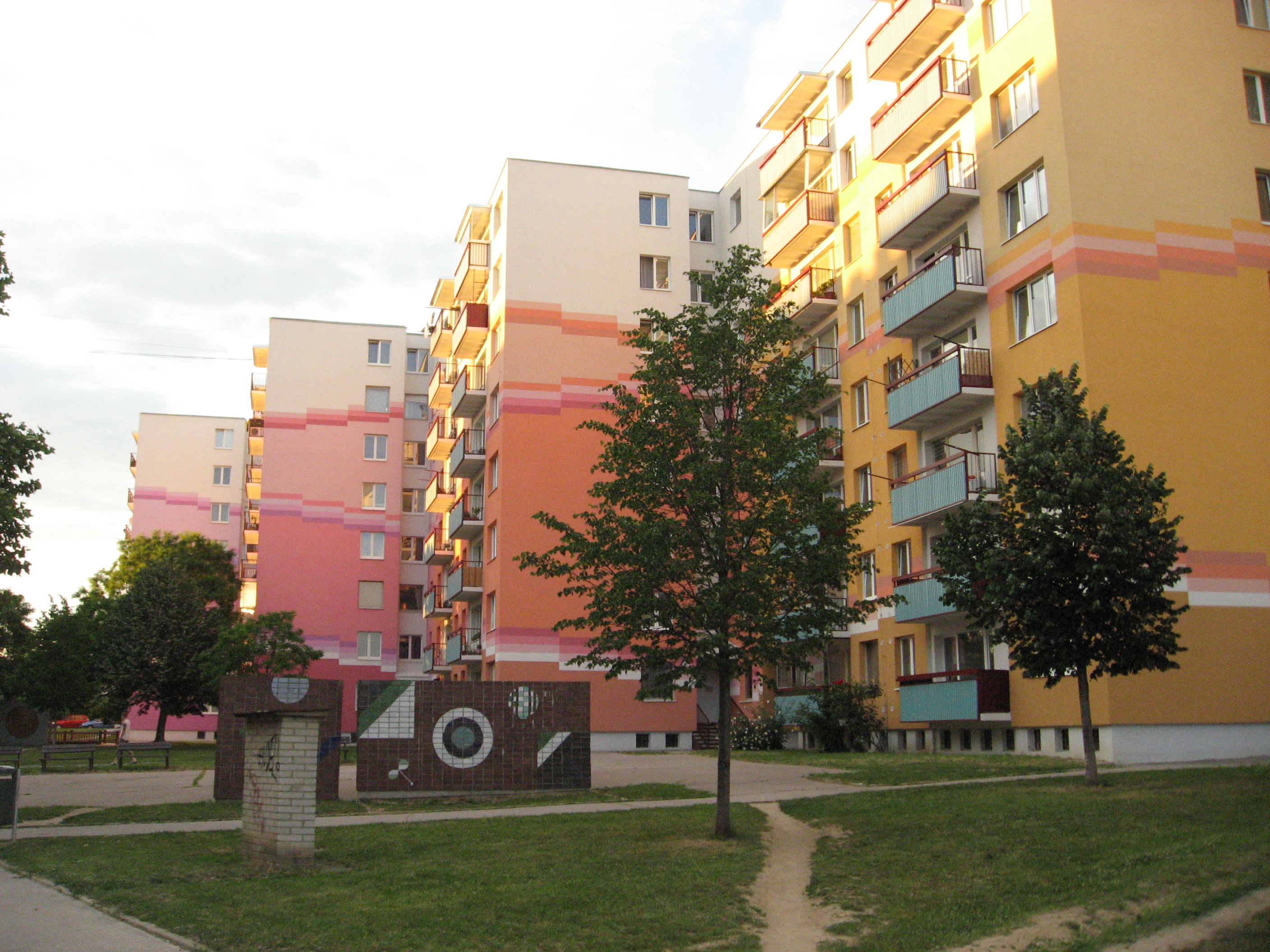
Panelové domy v nové Líšni
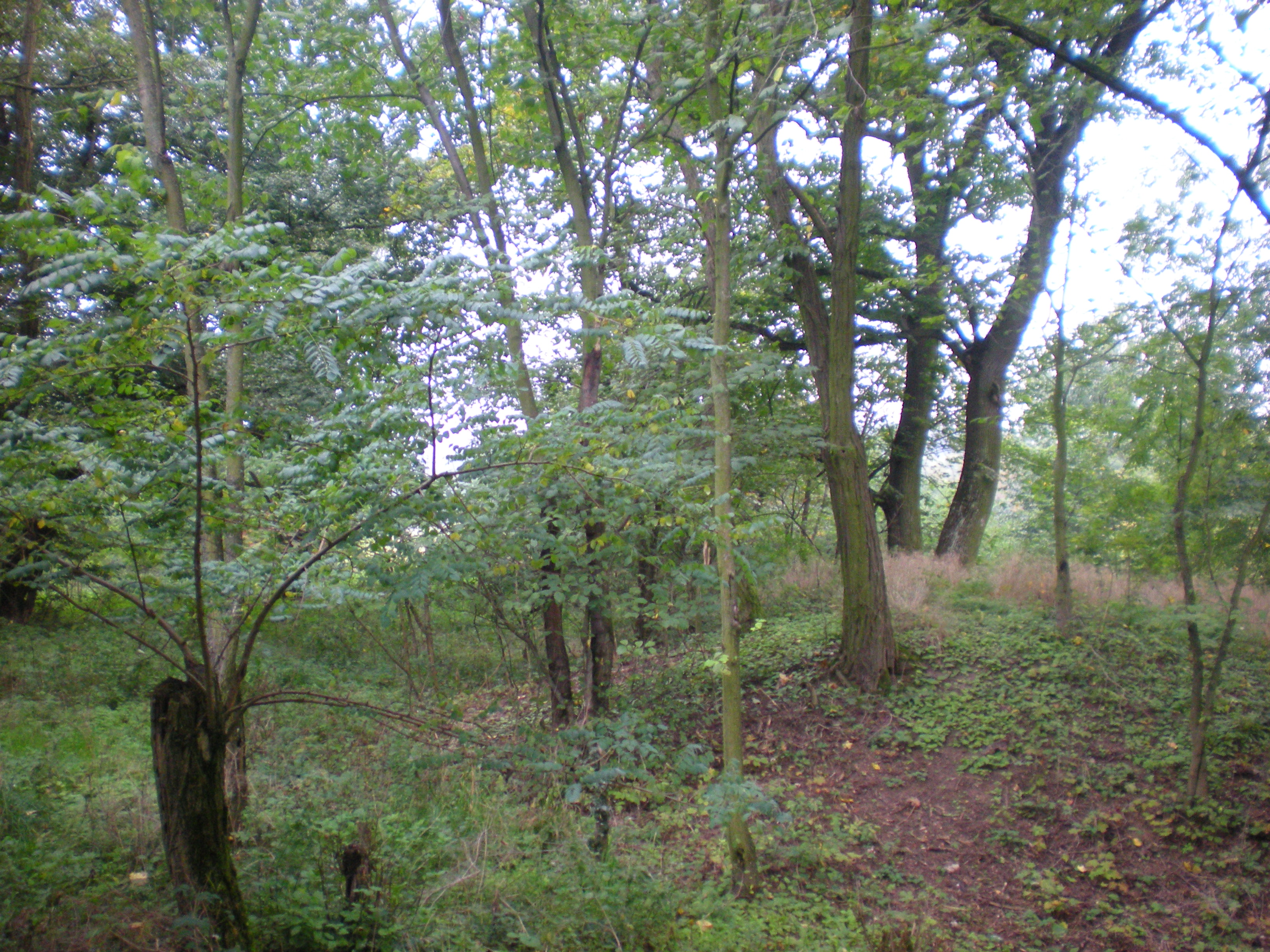
Pozůstatky hradiska Staré Zámky
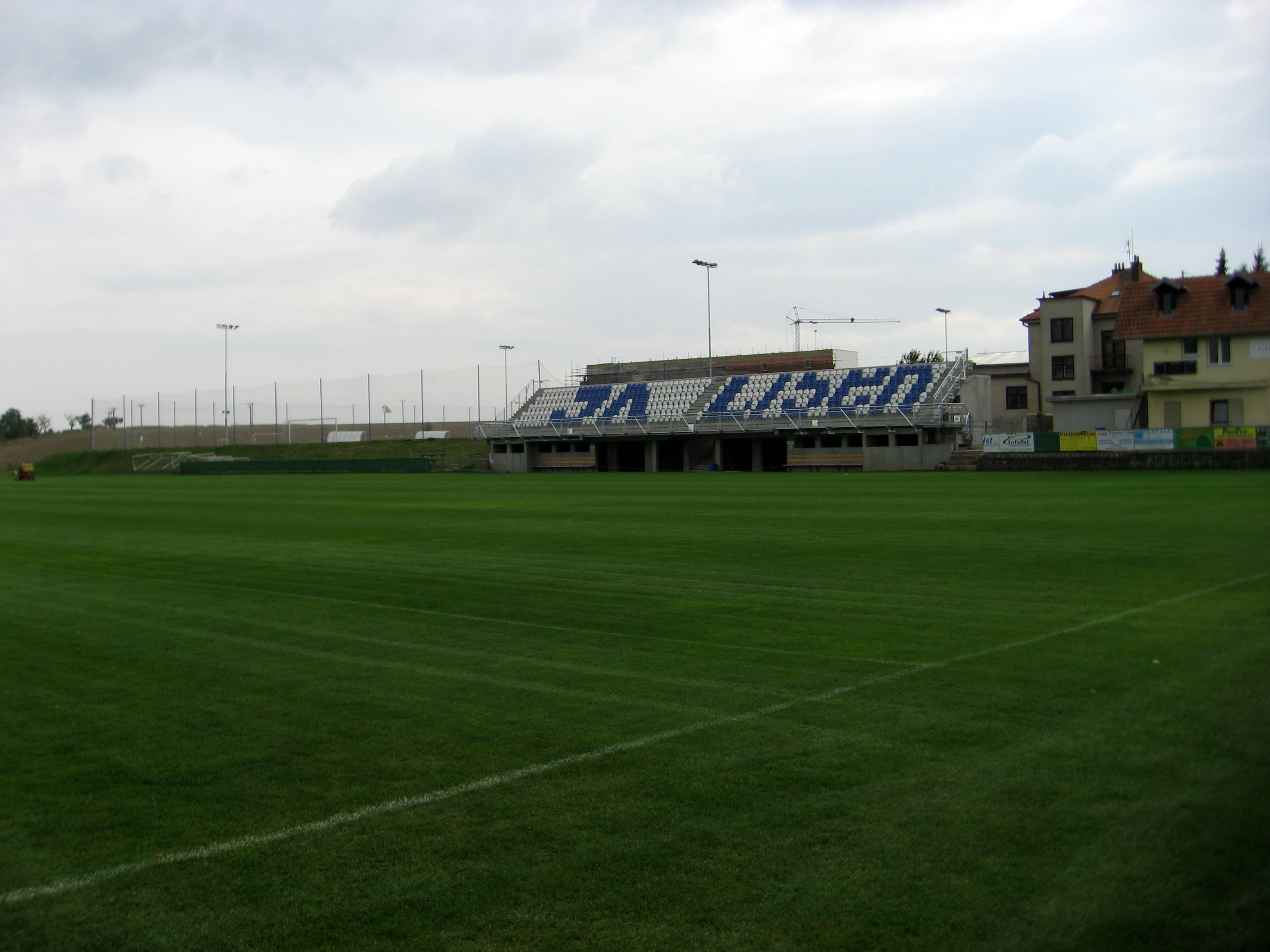
Hřiště SK Artis Brno